# Heemstede
Heemstede es una localidad y un municipio de la provincia de Holanda Septentrional en los Países Bajos. En enero de 2015 tenía una población de 26 463 habitantes ocupando una superficie de 9,64 km², de los que 0,43 km² corresponden a la superficie ocupada por el agua, con una densidad de población de 2876 h/km². Limita al norte con Haarlem que en 1927 se anexó una parte del municipio, incluyendo buena parte del bosque conocido como Haarlemmerhout.
Entregada en feudo por Florencio V antes de 1294 a Reynier van Holijde, la ciudad creció lentamente en torno al viejo castillo, varias veces destruido y reconstruido. Adquirido y reconstruido por Adriaan Pauw, embajador de la república en la Paz de Westfalia (1648), una de las pocas cosas que quedan en pie de él es el llamado Pons Pacis o puente de la paz en honor de aquel tratado. Desde el siglo XVII algunas familias poderosas de Haarlem y de Ámsterdam eligieron el lugar para establecer sus fincas de veraneo.

## Galería

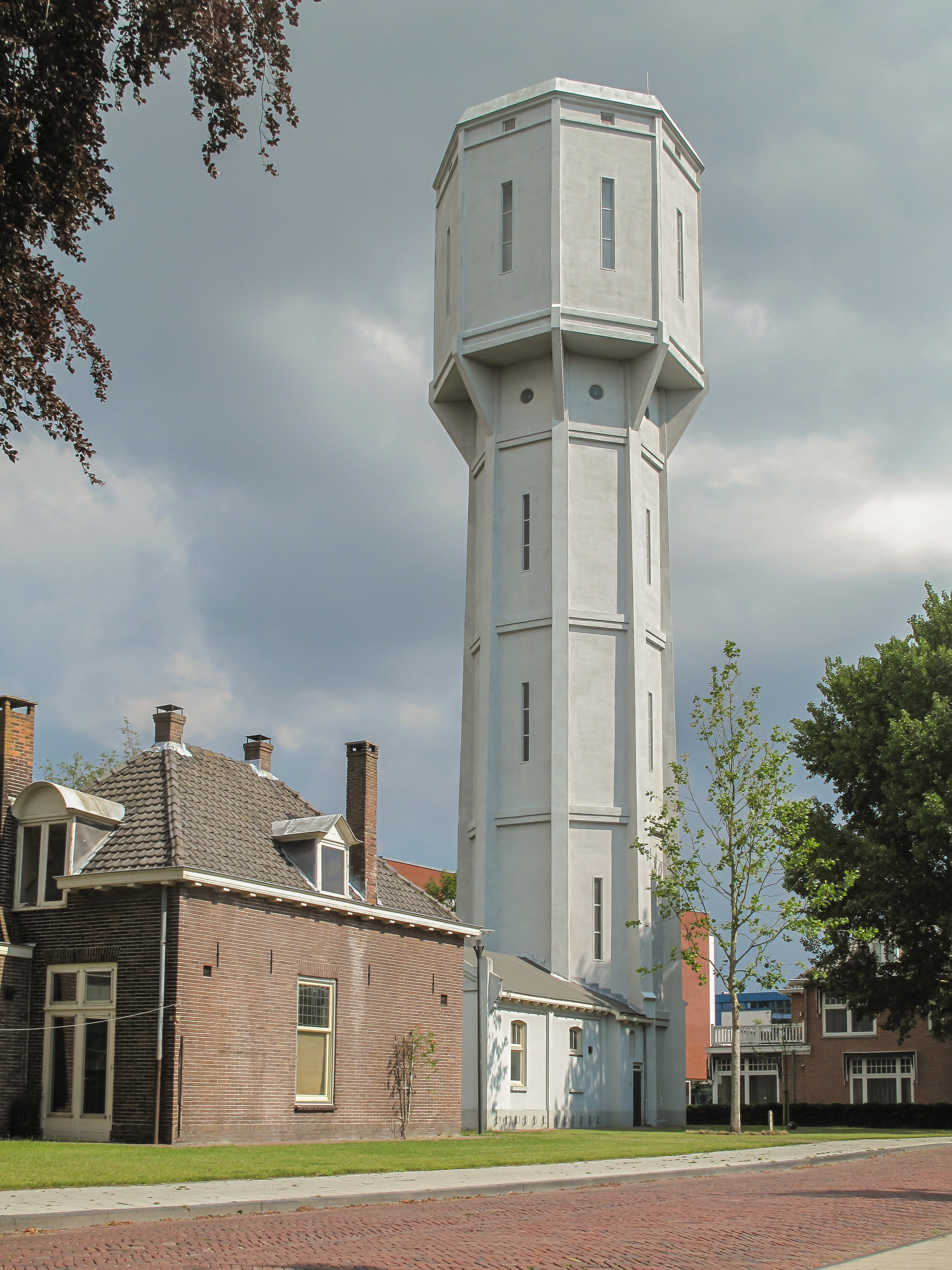
La torre de agua
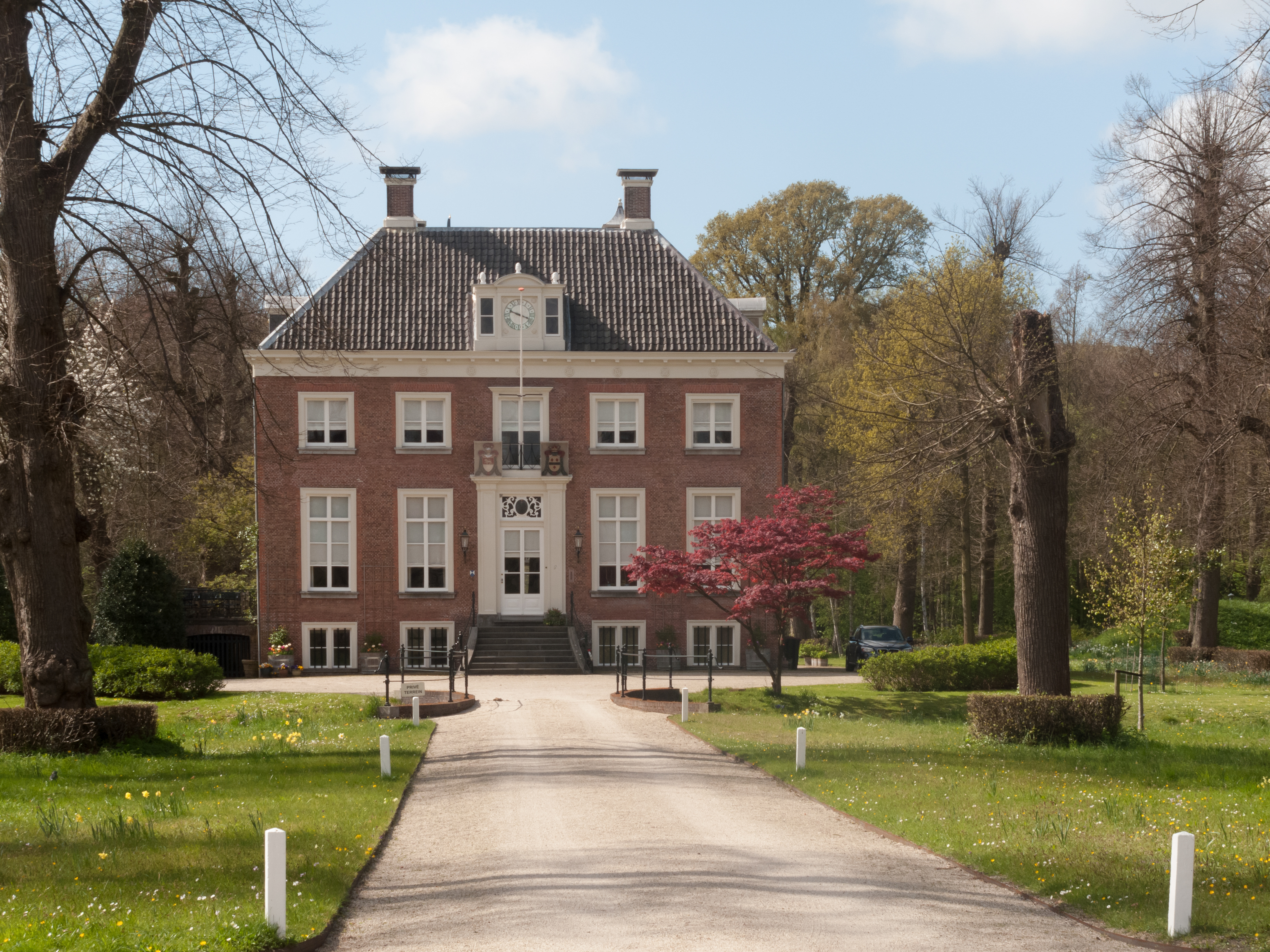
La casa de campo: Huys te Manpad
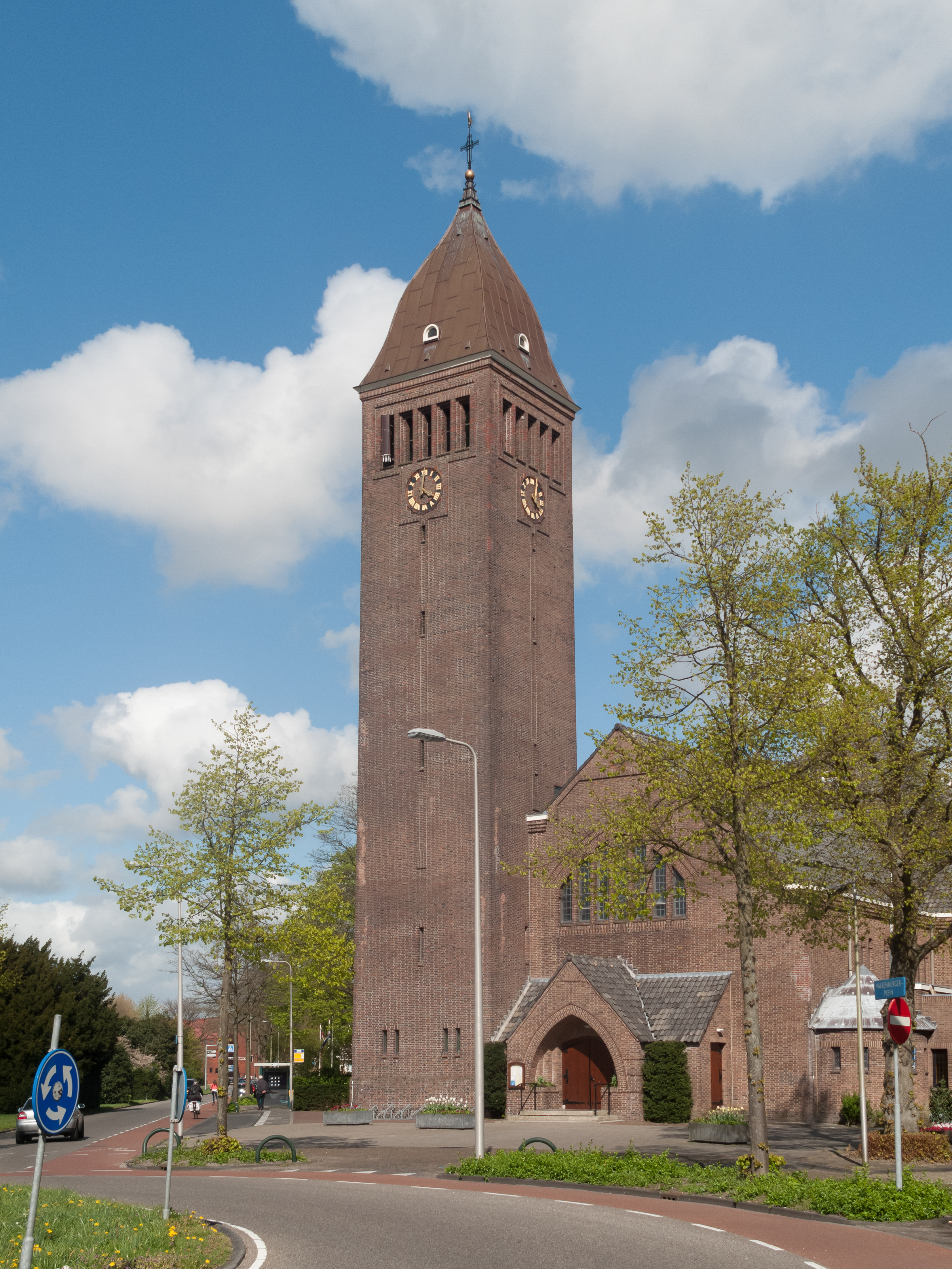
La iglesia: la Onze Lieve Vrouw Hemelvaartskerk
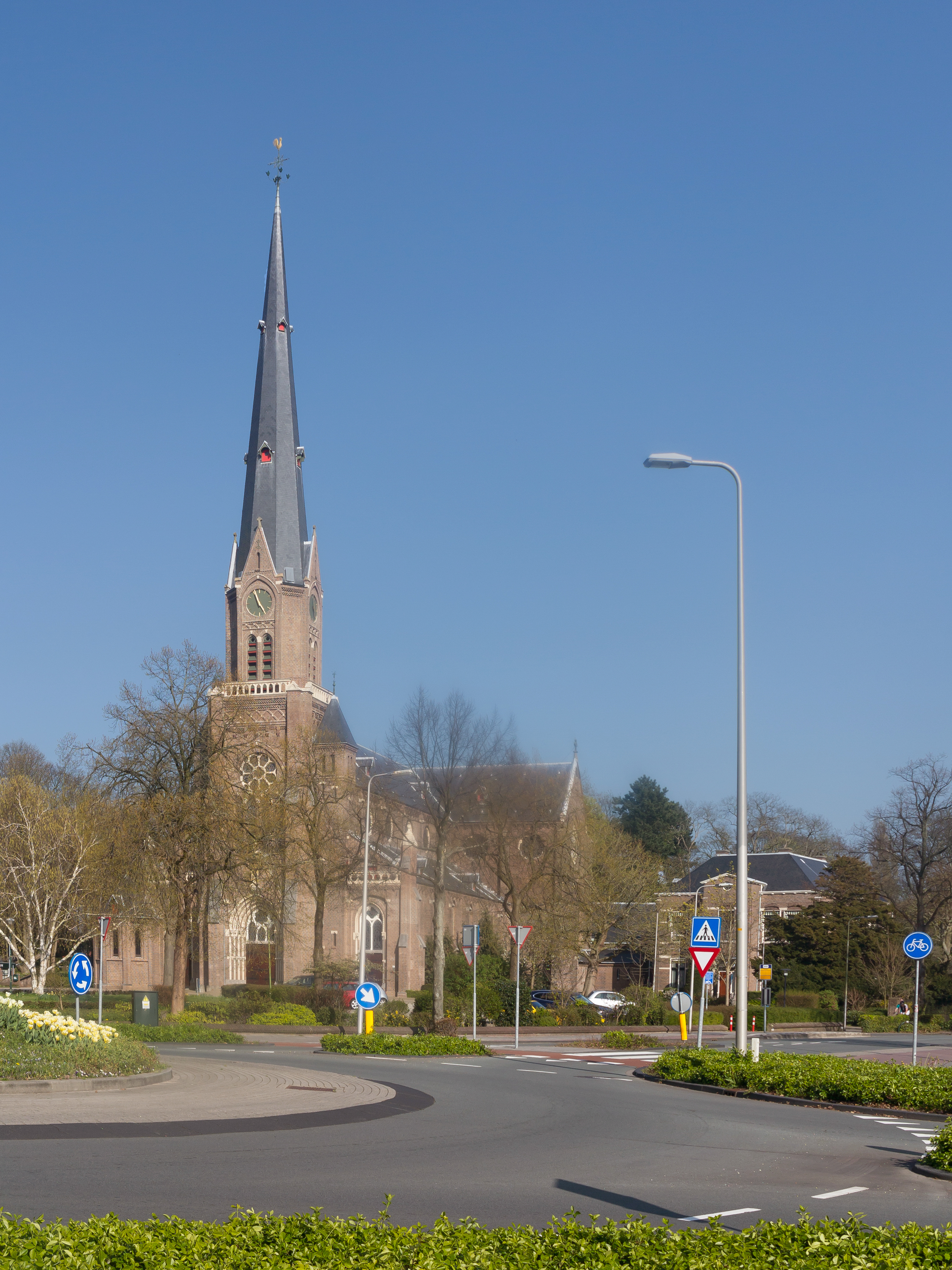
la iglesia (la Sint Bavokerk) en la calle
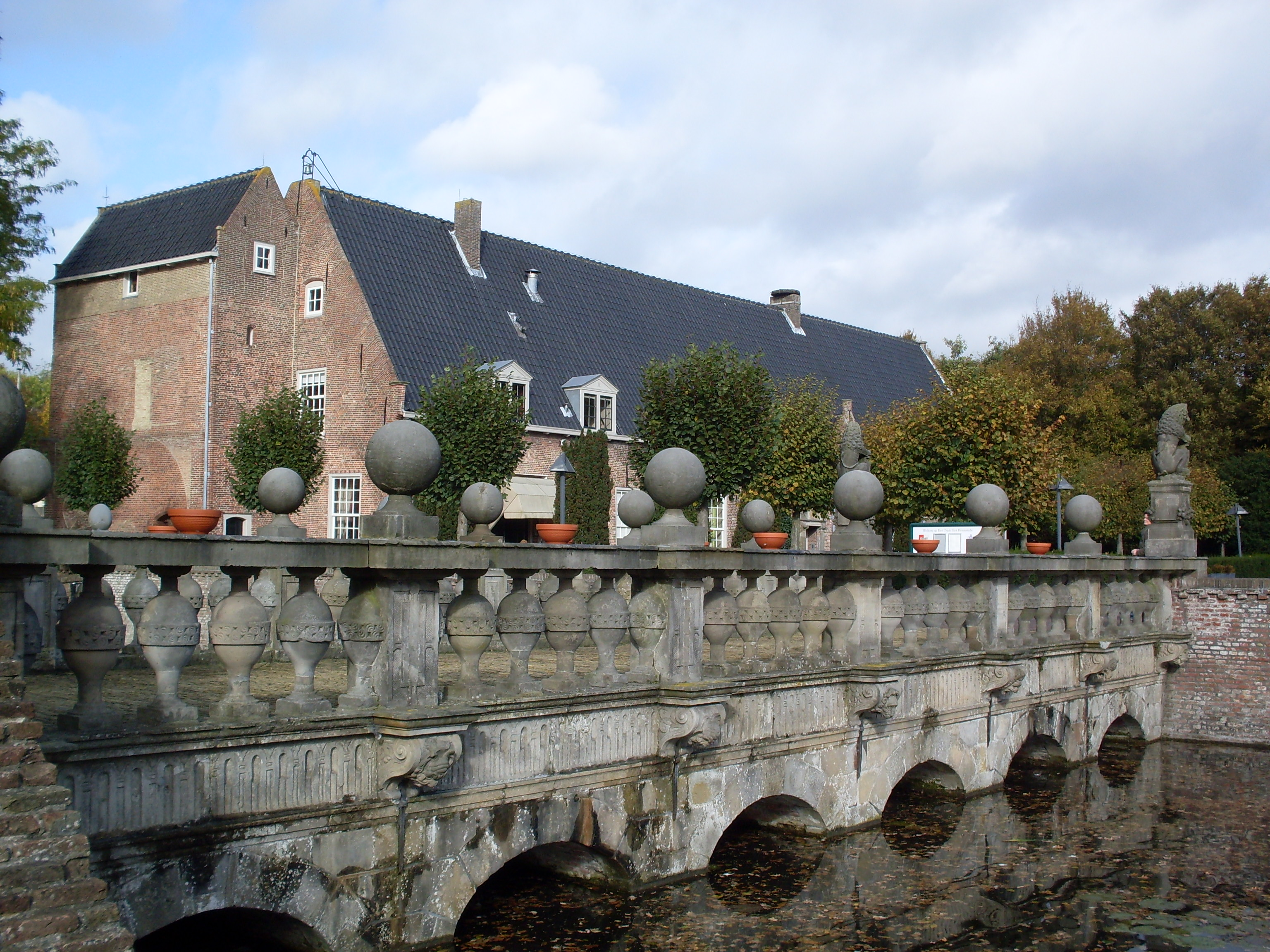
Pons Pacis
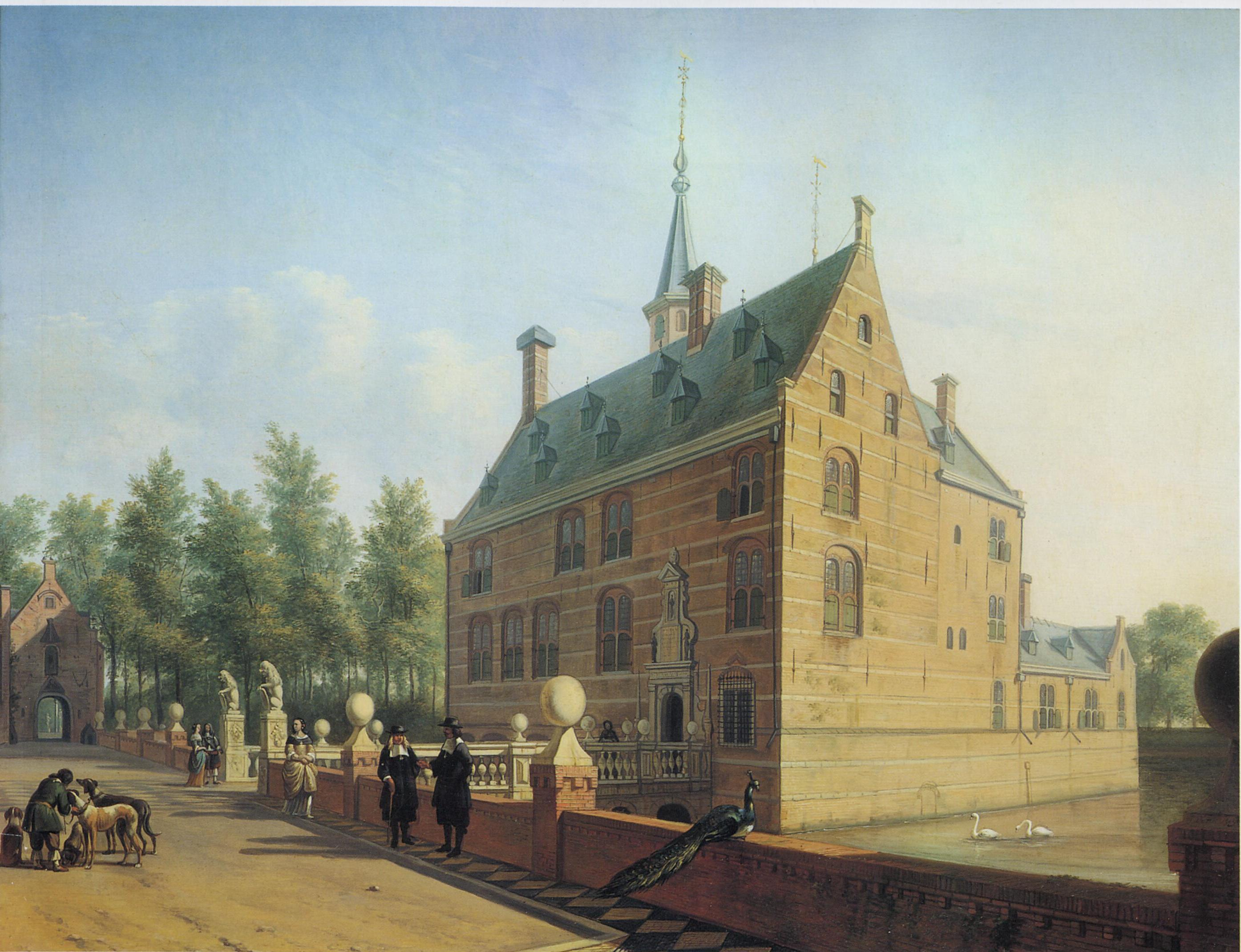
Vista del castillo de Heemstede por Gerrit Adriansz. Berckheyde (1667)
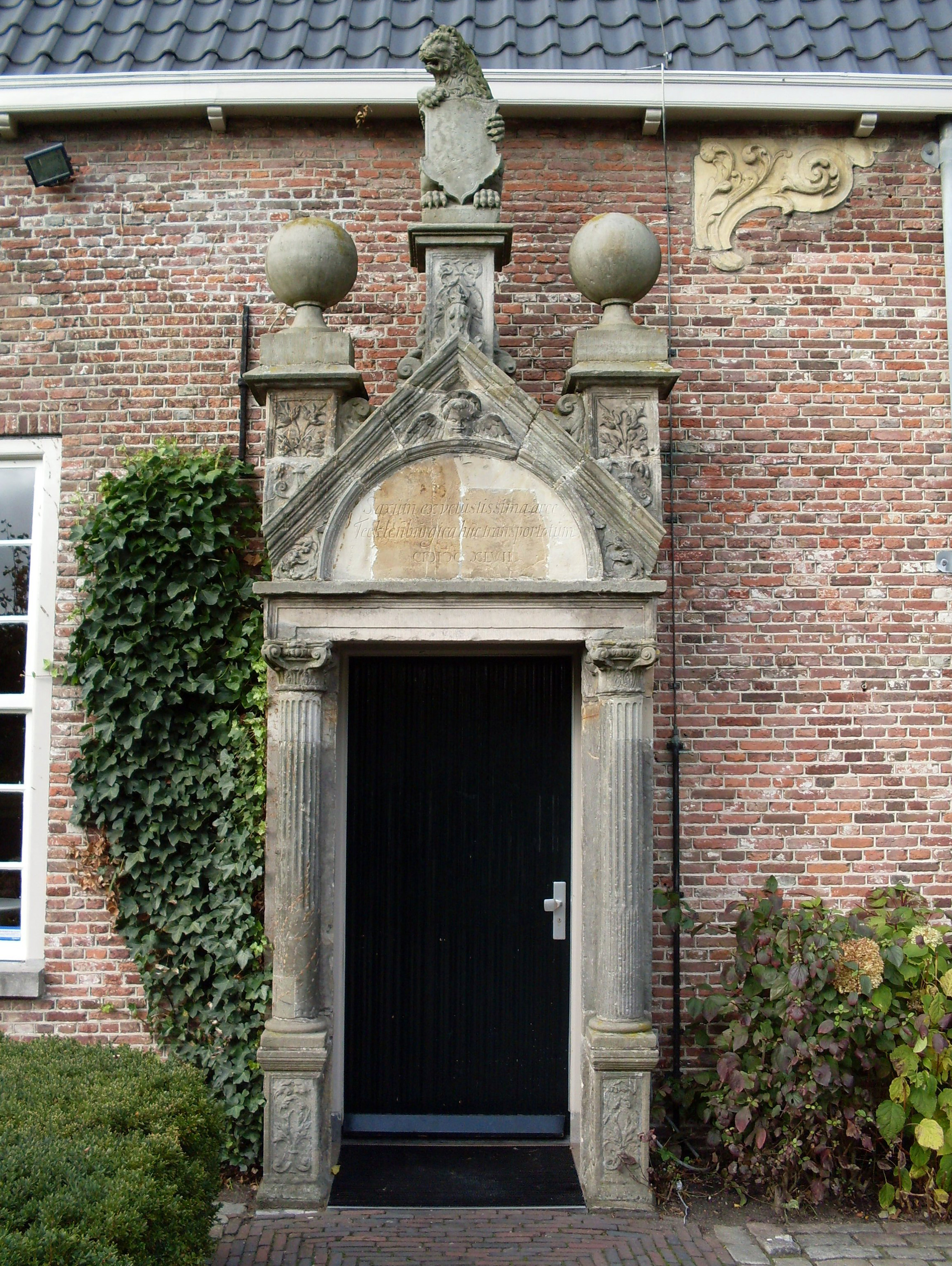
Puerta del viejo castillo
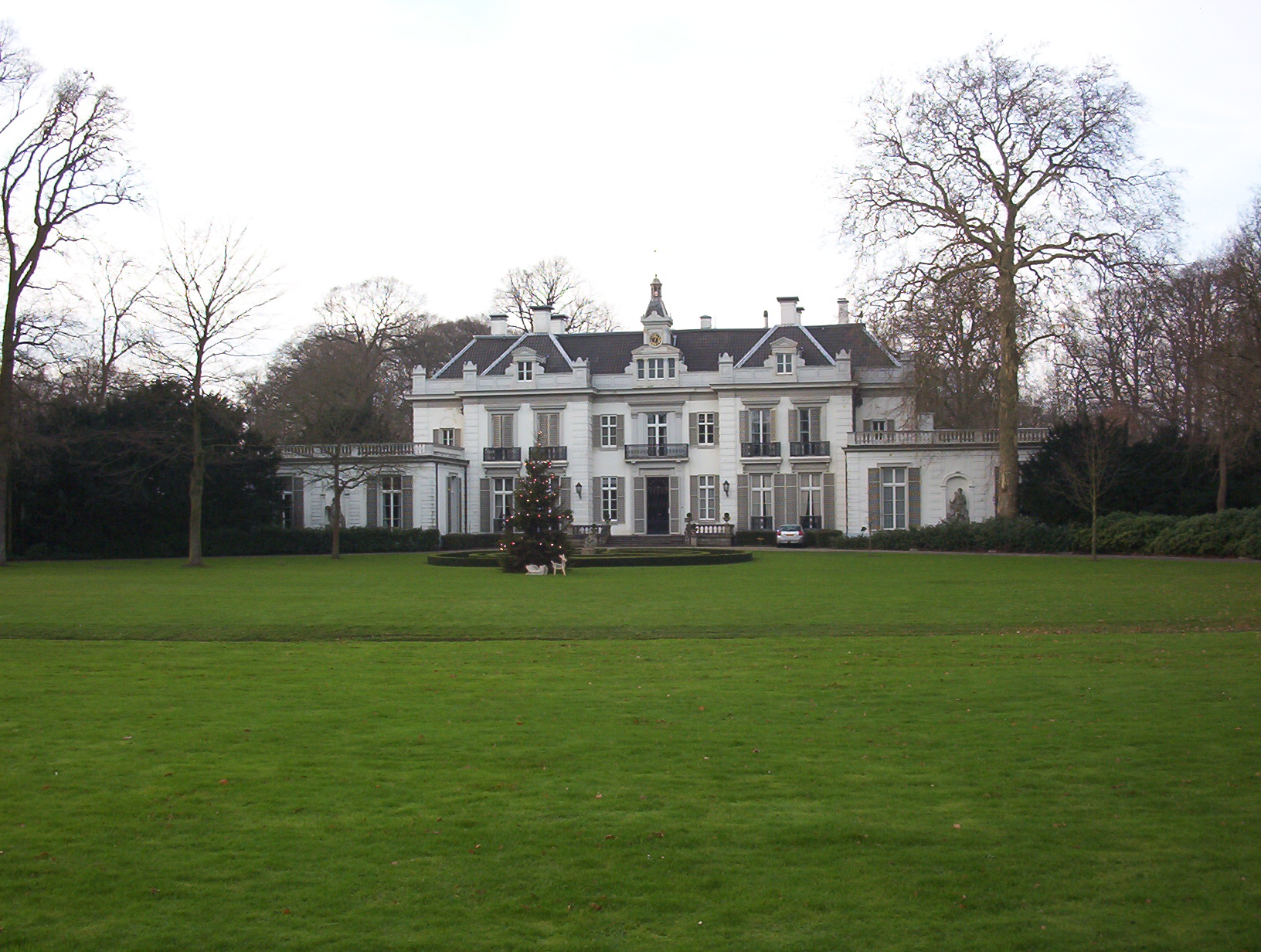
Hartecamp, residencia de Linneo de 1736 a 1738.